# Неустойка
Неустойка (штраф, пеня) — определённая законом или договором денежная сумма, которую должник обязан уплатить кредитору в случае неисполнения или ненадлежащего исполнения обязательств, в частности в случае просрочки исполнения. Неустойку также вправе требовать покупатель, расторгающий договор купли-продажи и/или оказания услуг.

## Российское право
Вид обеспечения исполнения обязательств согласно статьи 329 ГК РФ.
Соглашение о неустойке должно быть совершено в письменной форме независимо от формы основного обязательства. Несоблюдение письменной формы влечёт недействительность соглашения о неустойке.
Кредитор вправе требовать уплаты неустойки, определённой законом (законной неустойки), независимо от того, предусмотрена ли обязанность её уплаты соглашением сторон. Размер законной неустойки может быть увеличен соглашением сторон, если закон этого не запрещает.
Если подлежащая уплате неустойка явно несоразмерна последствиям нарушения обязательства, суд вправе уменьшить неустойку.

### Виды неустойки
В зависимости от возможности сочетания неустойки с возмещением убытков закон различает четыре вида неустойки: зачётную, штрафную, исключительную и альтернативную (ст. 394 ГК РФ).
- Зачётная неустойка позволяет кредитору помимо неустойки требовать возмещения убытков в части не покрытой неустойкой, то есть с зачётом неустойки. Неустойка данного вида является наиболее часто используемой и считается зачётной во всех случаях, если законом или договором не предусмотрено иное.
- Штрафная неустойка позволяет кредитору требовать возмещения в полном объёме причинённых убытков и, сверх того, уплаты неустойки. Этот вид неустойки используется при наиболее грубых и значительных нарушениях обязательств, например, при некачественной поставке продукции и товаров массового потребления.
- Исключительная неустойка, в отличие от штрафной, устраняет право на взыскание убытков.
- Альтернативная неустойка предусматривает право потерпевшей стороны взыскать либо неустойку, либо убытки.
- Пеня — неустойка, определяемая в процентах за каждый просроченный день исполнения обязательства.

По субъекту установления неустойки различают законную (предусмотренную законом) и договорную (установленную сторонами договора).

## Английское право
Согласно английскому праву, неустойка — это обязательство уплатить определённую сумму для защиты от нарушения договора. Эта сумма существенно превышает фактические убытки, которые суд может признать понесёнными невиновной стороной в результате нарушения.
Английское право запрещает применение неустойки. Любое положение о неустойке считается ничтожным и неисполнимым.
Положение договора может быть признано положением о неустойке (а следовательно ничтожным или неисполнимым), если будет доказано, что размер неустойки является чрезмерным или несоразмерным, а основная её цель — ограничение, а не компенсация, и что присутствует некая форма притеснения.